# Kongekondor
Kongekondor (latin: Sarcoramphus papa) har et vingefang på 1,7 meter. Kongekondoren er den mest farverige af vestgribbene. Den tilhører sin egen slægt Sarcoramphus. Fuglen kaldes også for Kongegrib.